# Palazzo Mosca
Palazzo Mosca di Pisa si trova sul Lungarno Gambacorti 2-3 e su via Toselli.

## Storia e descrizione
Un documento del 1302 ricorda come nel luogo dove oggi sorge il palazzo il ricco mercante Mosca da San Gimignano fece costruire la sua domus sontuosa, accorpando e ristrutturando alcuni caseggiati più antichi che aveva acquistato.
Ancora si distinguono sulla facciata i profili dei pilastri e degli archi in pietra che sono l'ossatura dell'edificio: un grande arco a tutto senso in mattoni, su pilastri in pietra verrucana, affiancato a un arco a sesto acuto in pietra, il tutto poggiante sugli archi ribassati del solaio del primo piano (le tracce di uno in cotto mostrano la ghiera decorata a rilievo). Le finestre, con cornici decorate da volute, sono più recenti, mentre su via Toselli si possono ancora vedere le sagome delle antiche aperture ormai tamponate, come una quadrifora.